# J. Jayalalithaa

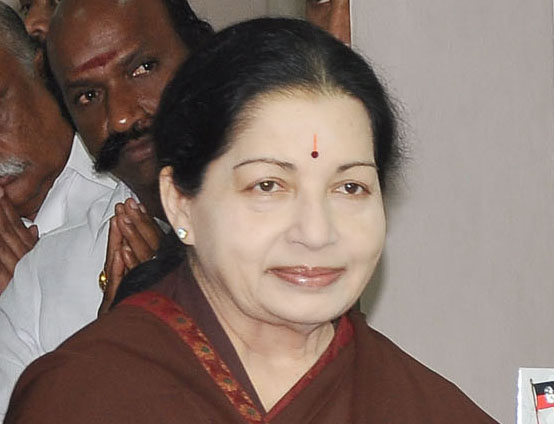
J. Jayalalithaa (2014)

J. Jayalalithaa (Tamil: ஜெ. ஜெயலலிதா Je. Jeyalalitā [dʒejəˈlalid̪aː], auch Jayalalitha Jayaram; * 24. Februar 1948 in Melukote; † 5. Dezember 2016 in Chennai) war eine indische Politikerin und Schauspielerin. Ihre Anhänger nannten sie meist Amma (அம்மா Ammā [ˈamːaː]), was auf Tamil „Mutter“ bedeutet. Nach einer Karriere in den südindischen Filmindustrien, begann Jayalalithaa 1981 eine politische Karriere in der von ihrem langjährigen Filmpartner M. G. Ramachandran gegründeten Regionalpartei All India Anna Dravida Munnetra Kazhagam (AIADMK) im Bundesstaat Tamil Nadu. Nach Ramachandrans Tod im Jahr 1987 übernahm sie die Führung der AIADMK. Von 1991 bis 1996, mit Unterbrechungen von 2001 bis 2006 sowie erneut mit Unterbrechungen von 2011 bis zu ihrem Tod 2016 war sie Regierungschefin (Chief Minister) Tamil Nadus.

## Leben

### Kindheit
J. Jayalalithaa wurde am 24. Februar 1948 im Dorf Melukote im Distrikt Mandya im heutigen Bundesstaat Karnataka geboren. Sie stammte aus einer Familie von tamilischen Brahmanen aus der Kaste der Iyengar. Ihr Vater Jayaram, ein Anwalt, starb, als sie erst zwei Jahre alt war. Daraufhin zog ihre Mutter Vedavalli nach Bangalore. Jayalalithaa verbrachte den Großteil ihrer Kindheit bei ihren Großeltern in Mysore und bei ihrer Tante in Bangalore. Ihre Tante Vidyavathi, die unter anderem in C. V. Nagaiahs Regiedebüt En Veedu (1953) spielte, brachte Jayalalithaas Mutter mit der tamilischen Filmindustrie in Chennai (Madras) in Berührung. Unter dem Leinwandnamen Sandhya verdiente diese als Nebendarstellerin das Familieneinkommen. 1958 folgte Jayalalithaa ihrer Mutter nach Chennai. In ihrer Kindheit nahm sie Bharatnatyam-Unterricht. Sie verließ die Schule vorzeitig, um die Familie durch Arbeit im Filmgeschäft zu unterstützen.

### Filmkarriere
Ihr Filmdebüt hatte sie im Alter von 13 Jahren unter der Regie von Shankar V. Giri in dem englischsprachigen Film Epistle (1961). Ihre ersten Erfahrungen machte sie in Kannada-Filmen, von denen B. R. Panthulus Chinnada Gombe (1964) ein großer Erfolg war. Im Jahre 1965 debütierte Jayalalithaa im tamilischen Film (C. V. Sridhars Vennira Adai) und im Telugu-Film (K. Pratyagatmas Manasulu Mamathalu). Zum Star des Telugu-Films avancierte sie als Vamp im G. Krishnas James-Bond-Verschnitt Goodachari 116 (1966). 1965 spielte sie in Panthulus Ayirathil Oruvan zum ersten Mal mit M. G. Ramachandran – dem Star, mit dem sie sowohl in ihrer Film- wie auch in ihrer späteren politischen Karriere am engsten verbunden war. Auf dem Höhepunkt ihrer Filmkarriere zwischen 1967 und 1970 spielte sie in fast jedem M.-G.-Ramachandran-Film, darunter Thaikku Thalaimagan (1967), Kanavan (1968), Pudhiya Bhoomi (1968), Adimai Penn (1969), Mattukkara Velan (1969), Nam Naadu (1969) und Engal Thanga (1970). Erfolgreich war auch der 1972 entstandene Pattikada Pattanama, in dem sie neben Sivaji Ganesan und Manorama spielte und der mehrere indische Filmpreise gewann. Wie Ramachandran zog sie sich nach 1977 aus der Filmarbeit zurück. 1992 spielte sie in Neenga Nalla Erukkanum noch einmal sich selbst als Chief Minister in einer Nebenrolle.

### Beginn der politischen Karriere
Jayalalithaas Filmpartner M. G. Ramachandran war bereits seit den 1950er Jahren in der tamilischen Regionalpartei Dravida Munnetra Kazhagam (DMK) politisch aktiv. 1972 gründete er eine eigene Partei, die All India Anna Dravida Munnetra Kazhagam (AIADMK), als Abspaltung der DMK. Bei der Bundesstaatswahl 1977 übertrumpfte die AIADMK die bis dahin regierende DMK, und Ramachandran wurde Chief Minister (Regierungschef) Tamil Nadus. 1982 ging auch Jayalalithaa in die Politik und schloss sich der AIADMK an. Mit der Unterstützung M. G. Ramachandrans wurde sie bald zu einem einflussreichen Mitglied der Partei. 1983 darauf wurde sie zur Propagandasekretärin der AIADMK ernannt. Von 1984 bis 1989 vertrat sie die Partei in der Rajya Sabha, dem Oberhaus des gesamtindischen Parlamentes.
Am 24. Dezember 1987 verstarb M. G. Ramachandran, noch im Amt, nach längerer Krankheit. Unmittelbar nach seinem Tod entbrannte in der AIADMK ein erbitterter Nachfolgestreit zwischen Jayalalithaa und M. G. Ramachandrans Witwe Janaki Ramachandran, die, obwohl politisch gänzlich unerfahren, zu seiner Nachfolgerin im Amt des Chief Ministers bestimmt wurde. Bei Ramachandrans Beisetzung wurde Jayalalithaa von Janakis Unterstützern gewaltsam von Ramachandrans Sarg weggedrängt. Die AIADMK spaltete sich in zwei Fraktionen unter der Führung Janakis und Jayalithaas. Angesichts des politischen Chaos setzte die indische Zentralregierung Janaki nach nur 24 Tagen im Amt ab, und der Bundesstaat Tamil Nadu wurde für ein Jahr unter President’s Rule gestellt. Bei der Neuwahl im Januar 1989 unterlag die in zwei Fraktionen gespaltene AIADMK der DMK, doch ging Jayalalithaas Fraktion deutlich stärker aus der Wahl hervor als Janakis. Jayalalithaa hatte ihr Abgeordnetenmandat in der Rajya Sabha aufgegeben, um für das Parlament Tamil Nadus anzutreten und wurde als Ergebnis der Wahl Oppositionsführerin in Tamil Nadu. Nach der Wahl zog sich Janaki Ramachandran aus der Politik zurück, und die beiden AIADMK-Fraktionen vereinigten sich unter der Führung Jayalalithaas.

### Erste Amtszeit als Chief Minister (1991–1996)
Bereits im Januar 1991 wurde die DMK-Regierung M. Karunanidhis von der indischen Zentralregierung mit der Begründung abgesetzt, sie dulde Aktivitäten der srilankatamilischen Terrororganisation Liberation Tigers of Tamil Eelam (LTTE) in Tamil Nadu. Während der folgenden President’s-Rule-Periode wurden der frühere indische Premierminister Rajiv Gandhi und weitere 17 Menschen bei einer Wahlkampfveranstaltung in Sriperumbudur von einer LTTE-Selbstmordattentäterin ermordet. Bei der darauf folgenden Neuwahl wurde die DMK von den Wählern für den Tod Gandhis mitverantwortlich gemacht, sodass die AIADMK einen haushohen Sieg erringen konnte. Infolge der Wahl wurde Jayalalithaa am 25. Juni 1991 erstmals im Amt des Chief Ministers von Tamil Nadu vereidigt. Ihre erste Amtszeit sah die Einführung einer Reihe von populären Wohlfahrtsprogrammen, aber auch Korruptionsvorwürfe, die aus ihrem offen zur Schau gestellten Reichtum folgten. Bei der nächsten Bundesstaatswahl im Mai 1996 erlitt die AIADMK daher eine empfindliche Wahlniederlage. Auch Jayalalithaa selbst unterlag in ihrem Wahlkreis gegen den Kandidaten der DMK. Als Ergebnis der Wahl kehrte die DMK unter der Führung Karunanidhis wieder an die Regierung zurück.
Im Dezember 1996 wurde Jayalalithaa wegen einer Reihe von Korruptionsvorwürfen festgenommen und verblieb 30 Tage in Haft. Die juristische Aufarbeitung der Vorwürfe sollte sich über Jahre hinziehen. Im Vorfeld der gesamtindischen Parlamentswahl 1998 kündigte Jayalalithaa das langjährige Wahlbündnis der AIADMK mit der Kongresspartei auf und verbündete sich mit der hindunationalistischen Bharatiya Janata Party (BJP). Nach dem Wahlsieg der BJP beteiligte sich die AIADMK an der gesamtindischen Regierung Atal Bihari Vajpayees. Jayalalithaa versuchte durch ihren neu gewonnenen Einfluss die Zentralregierung dazu zu bewegen, die DMK-Regierung in Tamil Nadu abzusetzen. Die BJP verweigerte sich aber Jayalalithaas Forderung und warf ihr vor, sie wolle dadurch der Strafverfolgung wegen der gegen sie erhobenen Korruptionsvorwürfe entgehen. Daraufhin zog sich die AIADMK nach nur 13 Monaten aus der gesamtindischen Regierung zurück, was zum Auslöser für die Neuwahl 1999 wurde.

### Rückkehr ins Amt des Chief Ministers (2001–2006)
Die Aufarbeitung der Korruptionsvorwürfe gegen Jayalithaa zog sich weiter hin. Im Jahr 2000 wurde sie in erster Instanz in zwei Fällen für schuldig befunden, ging aber in Revision. Trotzdem gelang der AIADMK bei der Parlamentswahl in Tamil Nadu im Mai 2001 ein Wahlsieg gegen die DMK. Als Ergebnis der Wahl kehrte Jayalithaa am 14. Mai 2001 ins Amt des Chief Ministers zurück. Im September desselben Jahres entschied aber der Oberste Gerichtshof Indiens, dass ihre Wahl wegen der gegen sie anhängigen Strafvorwürfe nichtig sei. Jayalalithaa musste daher am 21. September 2001 zurücktreten. Als ihren Nachfolger bestimmte sie den politischen Neuling O. Panneerselvam, der keine eigenen Ambitionen besaß und sich während seiner Amtszeit willfährig als Loyalist Jayalalithaas präsentierte. Im Dezember desselben Jahres wurde Jayalalithaa in der nächsten Instanz freigesprochen und konnte so im Februar 2002 bei einer Nachwahl für das Parlament Tamil Nadus antreten. Am 2. März 2002 trat Panneerselvam zurück und Jayalithaa wurde wieder Chief Minister.
Wie bei den vorherigen Wahlen kam auch bei der nächsten Parlamentswahl in Tamil Nadu im Mai 2006 wieder der Amtsmalus zum Tragen. Wegen des in Indien herrschenden Mehrheitswahlrechts kann eine relativ kleine Zahl von Wechselwählern entscheidenden Einfluss auf das Wahlergebnis haben. So wurde Jayalalithaas Regierung abgewählt, und Karunanidhi folgte ihr wieder ins Amt des Chief Ministers.

### Dritte und vierte Amtszeit als Chief Minister (2011–2016)

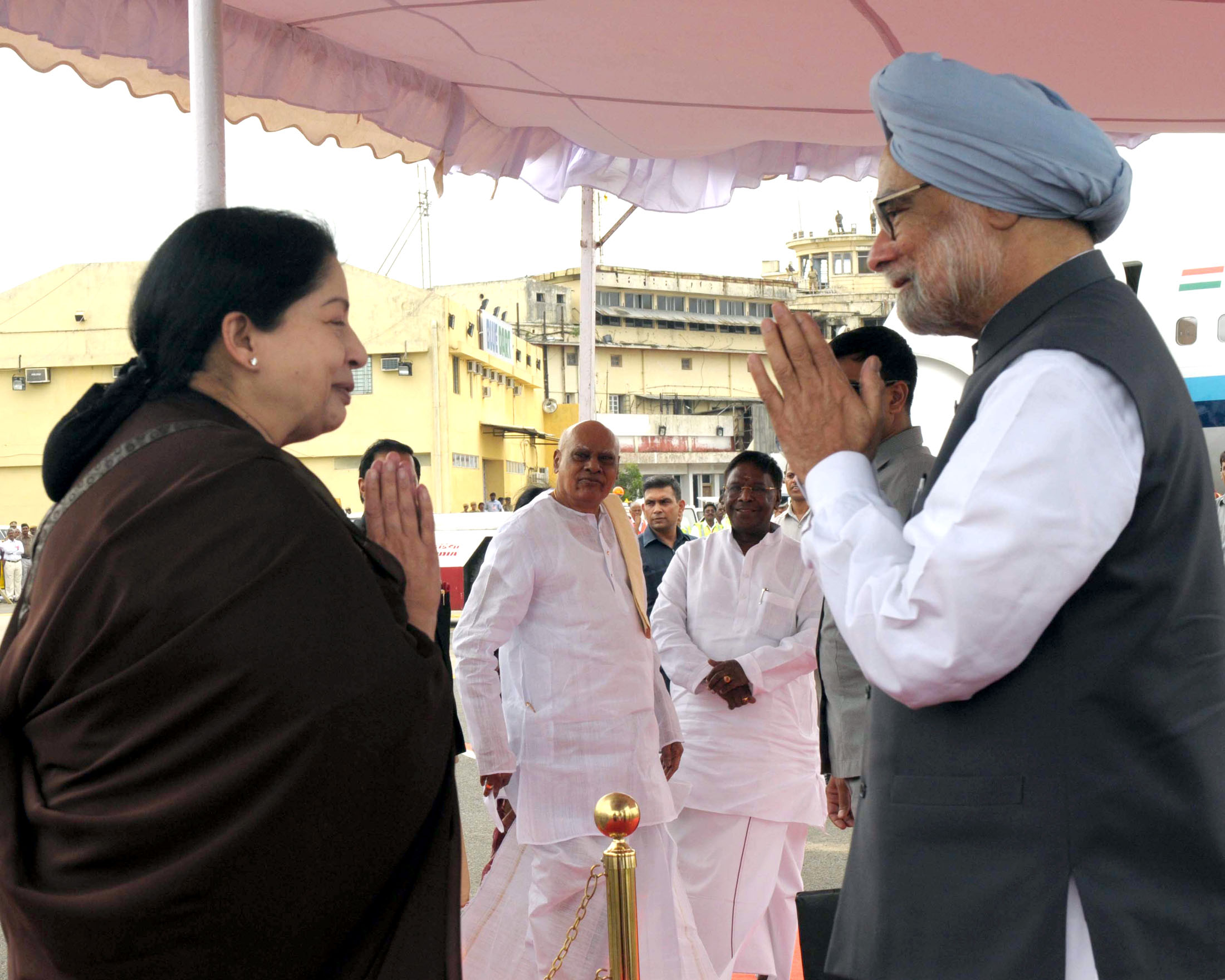
J. Jayalalithaa mit dem Premierminister Manmohan Singh (2012)

Auch bei der Parlamentswahl in Tamil Nadu im Mai 2011 schwang das Pendel wieder. Die mit Korruptionsvorwürfen konfrontierte DMK-Regierung wurde abgewählt, und Jayalalithaa kehrte am 16. Mai 2011 abermals in das Amt des Chief Ministers von Tamil Nadu zurück. Während der folgenden Legislaturperiode führte ihre Regierung eine Reihe populärer Wohlfahrtsmaßnahmen ein. Im Vorfeld der gesamtindischen Parlamentswahl 2014 wurden Jayalalithaa Ambitionen auf da Amt des indischen Premierministers nachgesagt. Im Fall einer Pattsituation zwischen den beiden landesweit großen Parteien, der Kongresspartei und der BJP, hätte sie Chancen gehabt als Kompromisskandidatin einer dritten Front aus Links- und Regionalparteien gewählt zu werden. Letztlich kam es aber zu einem deutlichen Wahlsieg der BJP, sodass Jayalalithaa das äußerst gute Wahlergebnis der AIADMK in Tamil Nadu nicht in politischen Einfluss in Neu-Delhi ummünzen konnte.
Die juristische Aufarbeitung der Korruptionsvorwürfe, die die erste Amtszeit Jayalalithaas betrafen, war nach wie vor noch nicht abgeschlossen. Am 27. September 2014 befand sie ein Sondergericht in Bangalore für schuldig und verurteilte sie zu vier Jahren Haft. Aufgrund des Urteils wurde sie aus dem Amt des Chief Ministers enthoben. Ihr Nachfolger wurde wie schon 2001 ihr Loyalist O. Panneerselvam. Am 14. Oktober 2014 wurde Jayalalithaa auf Kaution aus der Haft entlassen. Jayalalithaa ging in Berufung gegen das Urteil. Am 11. Mai 2015 hob der Karnataka High Court Jayalalithaas Verurteilung auf und sprach sie in allen Anklagepunkten frei. Damit stand ihr der Weg ins Amt des Chief Ministers wieder frei. Nachdem Panneerselvam bereitwillig zurückgetreten war, wurde Jayalalithaa am 23. Mai 2015 wurde Jayalalithaa erneut als Chief Minister von Tamil Nadu vereidigt. In einer Nachwahl am 23. Juni 2015 wurde sie mit 151.000 Stimmen bei einer Rekordwahlbeteiligung von 74 % wieder in das Parlament Tamil Nadus gewählt. Ihr stimmenstärkster Gegenkandidat gewann 9710 Stimmen. Der vorherige AIADMK-Wahlkreisabgeordnete war im Mai 2015 zurückgetreten, um diesen Wahlkreis für eine Nachwahl freizumachen.
Bei der Parlamentswahl in Tamil Nadu im Mai 2016 gelang es der AIADMK, ihren Wahlsieg von 2011 zu wiederholen. Damit war erstmals seit 32 Jahren in Tamil Nadu eine amtierende Regierung wiedergewählt worden. Anders als bei vergangenen Wahlen hatte die AIADMK keine Wahlbündnisse mit anderen Parteien geschlossen, sondern eigene Kandidaten in allen Wahlkreisen aufgestellt. Als Gründe für den Wahlsieg der AIADMK machten politische Beobachter vor allem die von Jayalalithaa während der vergangenen Legislaturperiode angestoßenen Wohlfahrtsprogramme aus. Am 23. Mai 2016 wurde Jayalalithaa erneut als Chief Ministerin im Amt vereidigt.

### Tod
Am 22. September 2016 wurde Jayalalithaa in ein Privatkrankenhaus in Chennai eingeliefert. Als Grund wurden offiziell Fieber und Dehydrierung genannt. Zu ihrer Behandlung wurde eigens ein Spezialist aus London eingeflogen. Anfang Oktober wurde bekannt, dass sie auf Atmungsunterstützung angewiesen war. Während ihres Krankenhausaufenthaltes drangen kaum verlässliche Informationen über ihren Gesundheitszustand an die Öffentlichkeit, da befürchtet würde, ihre Anhänger könnten zu Gewalt oder selbstverletzendem Verhalten greifen. Mindestens zwei Personen wurden verhaftet, weil sie im Internet „falsche Gerüchte“ über Jayalalithaas Gesundheitszustand verbreitet hatten. Am 19. November wurde Jayalalithaa von der Intensivstation auf eine normale Station verlegt. Noch am 2. Dezember hieß es, Jayalalithaa sei „völlig genesen“ und werde bald aus dem Krankenhaus entlassen. Am 4. Dezember erlitt sie aber einen Herzinfarkt, an dessen Folgen sie am Abend des 5. Dezembers verstarb.
Noch in der Nacht von Jayalalithaas Tod wurde O. Panneerselvam, der zuvor kommissarisch die Amtsgeschäfte geleitet hatte, als ihr Nachfolger im Amt des Chief Ministers von Tamil Nadu vereidigt. Am 6. Dezember erhielt Jayalalithaa ein Staatsbegräbnis in Anwesenheit zahlreicher politischer Würdenträger, angefangen mit dem indischen Präsidenten Pranab Mukherjee und dem Premierminister Narendra Modi. Sie wurde an der Seite M. G. Ramachandrans in dessen monumentaler Grabstätte am Nordende von Chennais Stadtstrand Marina Beach beigesetzt. Obwohl die Traditionen ihrer Kaste eine Feuerbestattung vorsehen, wurde sie, wie ihre ebenfalls im Amt verstorbenen Vorgänger M. G. Ramachandran und C. N. Annadurai, beerdigt.

## Persönliches
Jayalalithaa war unverheiratet und kinderlos. Nachdem ihr einziger Bruder Jayakumar 1990 verstorben war, hatte sie keine näheren Verwandten. Mit ihrem langjährigen Filmpartner und politischen Mentor M. G. Ramachandran verband Jayalalithaa eine äußerst enge Verbindung.
Auch mit ihrer Vertrauten V. K. Sasikala war Jayalalithaa aufs Engste verbunden. Sasikala und ihr Ehemann Natarajan lebten in Jayalalithaas Residenz. Obwohl sie nie ein politisches Amt bekleidete, scheint Sasikala hinter den Kulissen beträchtlichen Einfluss auf die Politik Jayalalithaas ausgeübt haben. Im Dezember 2011 überwarf sich Jayalalithaa mit Sasikala und schloss sie und zwölf ihrer Familienmitglieder aus der AIADMK aus, offenbar weil diese einen Umsturzversuch in der Partei geplant hatten. Im März 2012 schwor Sasikala aber Jayalalithaa die Treue und wurde wieder rehabilitiert. Bei Jayalalithaas Beisetzung war es Sasikala, die zusammen mit Jayalalithaas Neffen Deepak Jayakumar (dem nächsten lebenden männlichen Verwandten) die letzten Rituale vollführte. Schon bald nach Jayalalithaas Tod zeichnete sich ab, dass Sasikala eine wichtige Rolle in der Politik übernehmen würde. Am 29. Dezember 2016 wurde sie zur Generalsekretärin (Parteichefin) der AIADMK bestimmt.

## Politisches Wirken

### Führungsstil und öffentliche Wahrnehmung

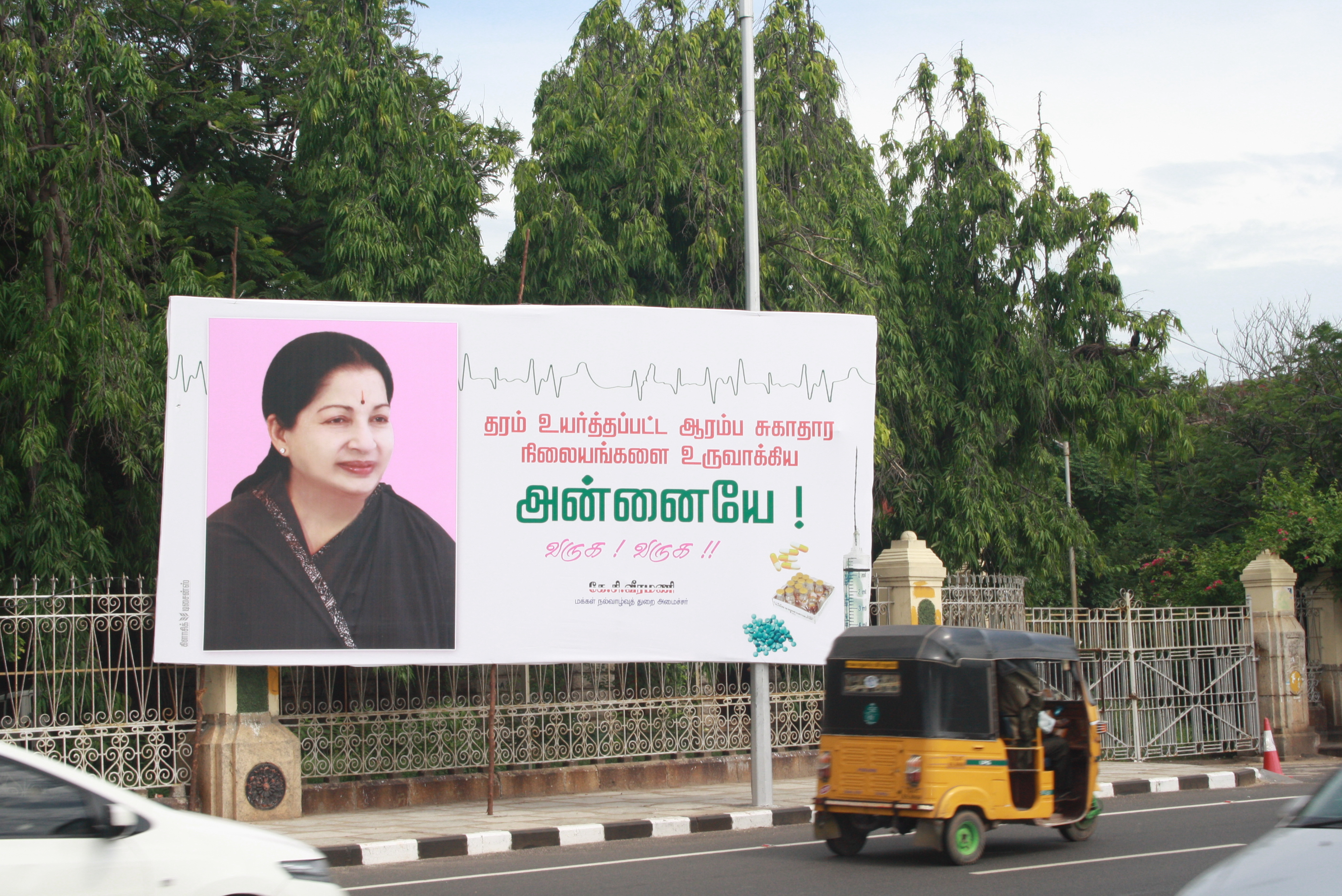
Plakat mit einer Darstellung Jayalalithaas (2013)

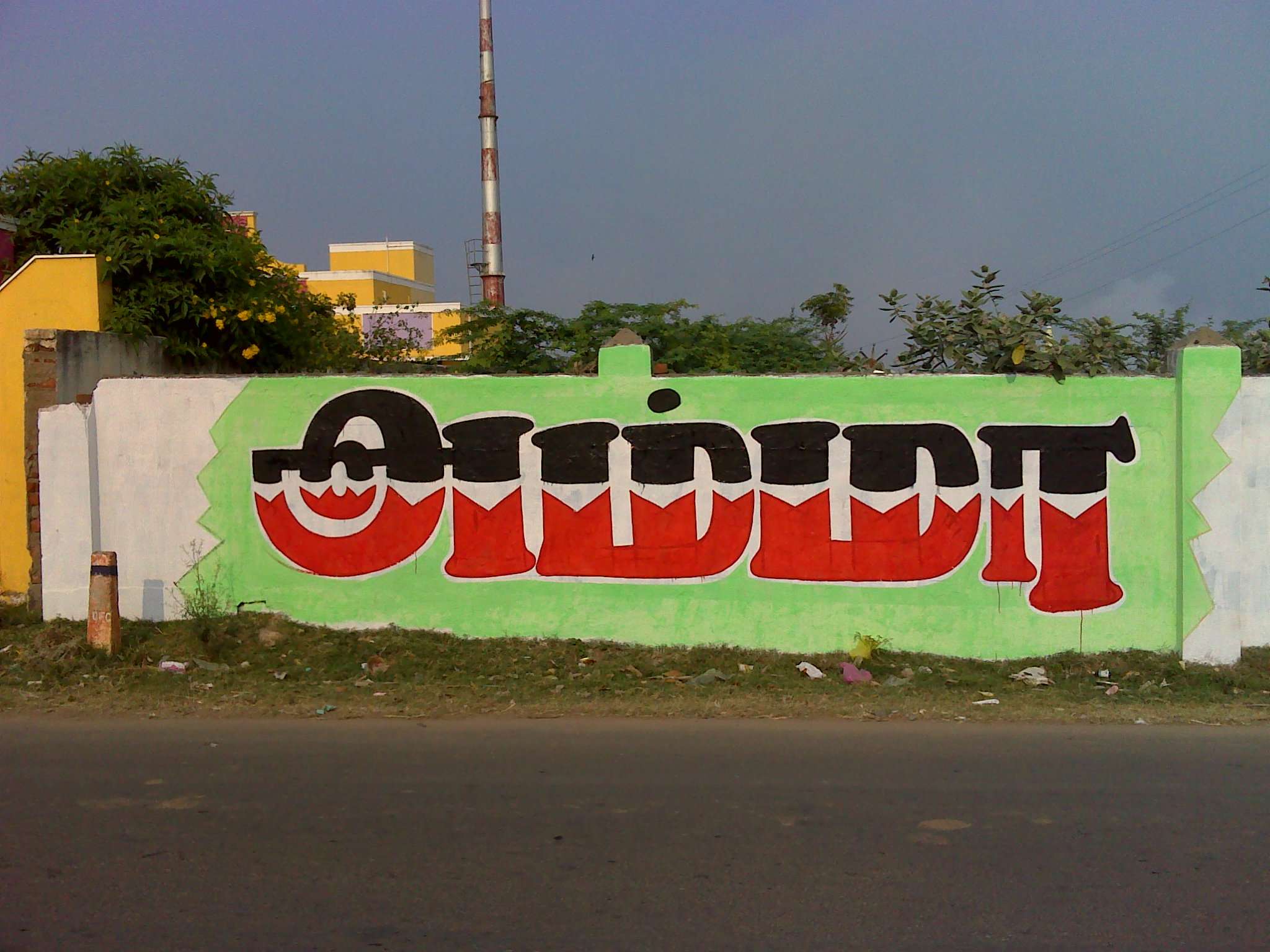
Wandmalerei mit dem tamilischen Schriftzug Amma in den Parteifarben der AIADMK (2011)

Jayalalithaa pflegte einen äußerst charismatischen Führungsstil und stand im Zentrum eines ausgeprägten Personenkults. Ihre Anhänger bezeichneten sie mit dem Namen Amma (அம்மா Ammā [ˈamːaː]), was auf Tamil „Mutter“ bedeutet. In der AIADMK-Rhetorik war sie auch als Puratchi Thalaivi (புரட்சித்தலைவி Puraṭcittalaivi [ˈpuɾʌʈʂiˌt̪ːalɛi̯ʋi]) oder „revolutionäre Führerin“ bekannt, in Anlehnung an ihren Vorgänger M. G. Ramachandran, der die männliche Form desselben Titels getragen hatte. Die Verehrung, die ihre Anhänger ihr entgegenbrachten, hatte teils fast religiöse Ausmaße. Es war gang und Gäbe, dass andere AIADMK-Politiker sich vor ihr bäuchlings auf den Boden warfen, um ihre Ergebenheit ihr gegenüber auszudrücken. Jayalalithaas Geburtstag wurde in der Manier eines religiösen Festes gefeiert.
Am Anfang ihrer politischen Laufbahn bezog Jayalalithaa ihre Legitimation vor allem aus ihrer Verbindung mit M. G. Ramachandran. Vor ihrer ersten Wahl ins Amt des Chief Ministers im Jahr 1991 versprach sie in ihren Wahlkampfreden wiederholt, die „Herrschaft M. G. Ramachandrans“ wiederherzustellen. Eine wichtige Rolle in der politischen Kultur Tamil Nadus spielen auch Plakate und überlebensgroße Pappfiguren (sog. cutouts) führender Politiker, die vor allem in den 1990er Jahren das Stadtbild vieler Städte Tamil Nadus prägten, ehe ihre Verbreitung gesetzlich eingeschränkt wurde. Auch in diesen visuellen Darstellungen wurde Jayalalithaa in der Frühphase meist zusammen mit M. G. Ramachandran abgebildet, oft in ehrerbietender Pose. Nach ihrer Wahl zum Chief Minister ließ sie sich dagegen fast immer allein darstellen, meist in starrer, majestätischer Pose in Frontalansicht. In derselben Zeit änderte Jayalalithaa auch ihr öffentliches Erscheinungsbild. Hatte sie zuvor Saris getragen, kleidete sie sich von nun an in der Öffentlichkeit stets in einen weiten Umhang. Die Wahl dieses für indische Frauen ungewöhnlichen Kleidungsstücks schwächte die Weiblichkeit und Glamourösität ihrer Erscheinung ab und betonte somit ihre Autorität. Zu Jayalalithaas öffentlicher Wahrnehmung trug auch ihre für südindische Verhältnisse sehr helle Hautfarbe bei. Da helle Haut als Schönheitsideal gilt, half ihr diese bei ihrem Aufstieg zum Filmstar. Auch visuelle Darstellungen Jayalalithaas als Politikerin betonten stets ihre helle Hautfarbe.

### Wohlfahrtspolitik

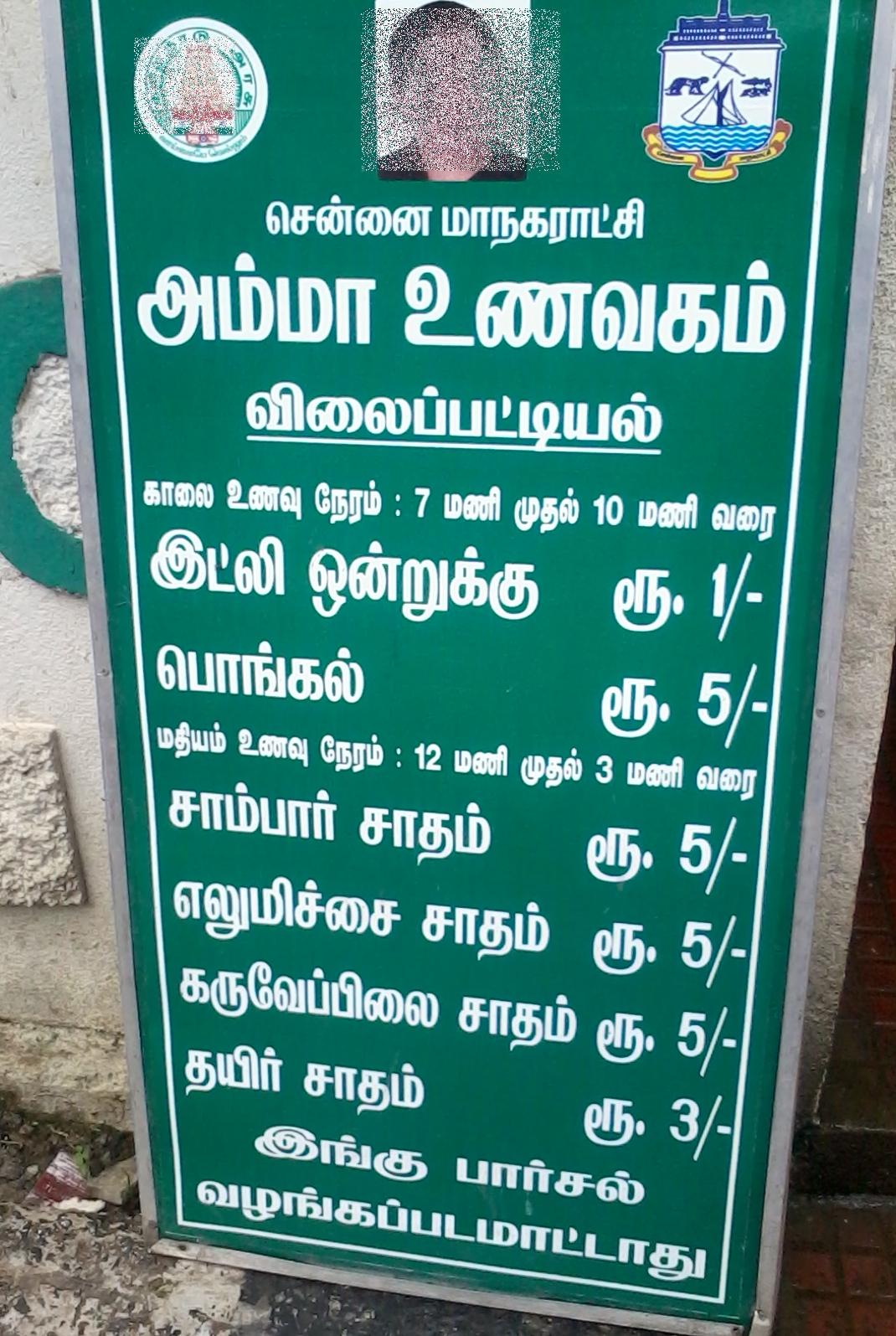
Preisliste (mit Porträt Jayalalithaas) einer Amma-Kantine in Chennai

Jayalalithaa vertrat eine populistische Wohlfahrtspolitik, die ihr vor allem unter den ärmeren Bevölkerungsschichten große Sympathien einbrachte. Eine sowohl von der AIADMK als auch von der DMK betriebene Praxis ist das Verteilen von Wahlgeschenken (sogenannte freebies) an die Bevölkerung. So ließ Jayalalithaa etwa nach ihrem Wahlsieg 2011 kostenlose Laptops an alle Schüler staatlicher und staatlich unterstützter Schulen in Tamil Nadu verteilen. In einer beispiellosen Weise gelang es Jayalalithaa, solche Wohlfahrtsmaßnahmen mit ihrer Person zu verknüpfen. Als äußerst populär erwies sich etwa die 2013 erfolgte Einführung von „Amma-Kantinen“, staatlich betriebenen Restaurants, die unter einem Porträt Jayalalithaas einfache Gerichte zu stark subventionierten Preisen anbieten. Im Jahr 2016 gab es bereits mehr als 300 Amma-Kantinen in Tamil Nadu. Eine Portion Reis mit Sambar war hier für fünf Rupien (umgerechnet sieben Eurocent) erhältlich. Auf die Amma-Kantinen folgten staatlich subventioniertes „Amma-Trinkwasser“, „Amma-Salz“ und „Amma-Zement“ – allesamt mit dem Konterfei Jayalalithaas ausgestattet.

### Das Erbe der Dravidischen Bewegung
Die Wurzeln von Jayalalithaas Partei, der AIADMK, liegen in der Dravidischen Bewegung, die sich in der ersten Hälfte des 20. Jahrhunderts in Tamil Nadu formierte und eine separate Identität der Tamilen als „Draviden“, im Gegensatz zu den „Ariern“ Nordindiens, postulierte. Die Dravidische Bewegung lehnte auch Religion und Kastensystem ab und widersetzte sich insbesondere der angenommenen Vormachtstellung der Kaste der Brahmanen. Jayalalithaa bekannte sich zum Erbe der Dravidischen Bewegung und stellte sich in eine Traditionslinie mit den Führern der Dravidischen Bewegung. So machte sie 2015 nach ihrer Rückkehr ins Amt des Chief Ministers als erste Amtshandlung den Denkmälern M. G. Ramachandrans, C. N. Annadurais und E. V. Ramasamis die ihre Aufwartung. Gleichwohl hatte sich Jayalalithaa, wie schon ihr Vorgänger M. G. Ramachandran, sich der Ideologie der Dravidischen Bewegung größtenteils entledigt. Allein die Tatsache, dass Jayalalithaa, eine Brahmanin, eine aus der anti-brahmanischen Dravidischen Bewegung hervorgegangene Partei führte, war bereits eine Anomalie. Auch aus ihrer religiösen Grundhaltung machte Jayalalithaa keinen Hehl, auch wenn sie sie nie öffentlich zur Schau stellte. Der tamilische Nationalismus spielte in Jayalalithaas Rhetorik, im Gegensatz zur DMK, kaum eine Rolle. Gleichwohl setzte sie sich stark für den Föderalismus und für die Durchsetzung der Interessen Tamil Nadus gegenüber der indischen Zentralregierung ein.

### Haltung zum Sri-Lanka-Konflikt
In der Frage des Sri-Lanka-Konflikts, der unter tamilisch-nationalistischen Kreisen in Tamil Nadu wegen der ethnischen Verwandtschaft zu den in Sri Lanka lebenden Tamilen die Gemüter erhitzte, änderte Jayalalithaa im Laufe der Zeit mehrfach ihre Position. Nach Ausbruch des Bürgerkrieges 1983 solidarisierte sie sich mit der Sache der extremistischen LTTE, die einen eigenen Staat Tamil Eelam für die Tamilen Sri Lankas forderte, und unterstützte die Aufnahme srilankatamilischer Flüchtlinge in Tamil Nadu. Nach der Ermordung Rajiv Gandhis im Jahr 1991 wandte sich Jayalalithaa gegen die LTTE und begann, in den Flüchtlingen potenzielle Terroristen zu sehen. Angesichts der humanitären Katastrophe in der Endphase des Bürgerkrieges 2009 schwenkte Jayalalithaa aber wieder um und forderte die indische Zentralregierung zu einer harten Linie gegen die sri-lankische Regierung auf. In der Folgezeit bediente sie mehrfach anti-sri-lankische Ressentiments, etwa indem sie im Jahr 2013 sri-lankischen Spielern die Teilnahme an Cricketspielen der Indian Premier League, die in Tamil Nadu stattfanden, untersagte.

### Rivalität mit Karunanidhi
Jayalalithaa und den DMK-Parteiführer M. Karunanidhi, mit dem sie sich während der 1990er und 2000er Jahre mehrfach im Amt des Chief Ministers abwechselte, verband eine politische Rivalität, die bisweilen an persönliche Feindschaft grenzte. Nachdem sie 2001 ins Amt des Chief Ministers zurückgekehrt war, ließ Jayalalithaa Karunanidhi und eine Reihe weiterer DMK-Politiker in einer Nacht-und-Nebel-Aktion verhaften. Die Aktion wurde weithin als Rache für ihre Verhaftung wegen Korruptionsvorwürfen nach ihrer Abwahl 1996 angesehen und führte zu einer Krise zwischen Tamil Nadu und der indischen Zentralregierung, da unter den Verhafteten auch zwei Minister der Zentralregierung waren. Mehrfach machte Jayalalithaa Entscheidungen rückgängig, die von Karunanidhis Vorgängerregierung getroffen worden waren. So entstand während Karunanidhis Amtszeit zwischen 2008 und 2010 in Chennai ein neuer Parlaments- und Regierungskomplex. Nach ihrem Wahlsieg im Jahr 2011 veranlasste Jayalalithaa, dass die Institutionen wieder an ihren alten Sitz im Fort St. George zurückzogen und ließ den von Karunanidhi errichteten Neubau in ein „Multi-Super-Spezialkrankenhaus“ umwandeln.

### Korruptionsvorwürfe und Verurteilung
Nach ihrer ersten Amtszeit als Chief Ministerin wurden Korruptionsvorwürfe aufgrund ihres extrem opulenten Lebensstils gegen sie laut. Bei ihrer Verhaftung 1996 im Zusammenhang mit diesen Vorwürfen konfiszierte die Polizei in Tamil Nadu bei ihr etwa 30 Kilogramm Goldschmuck und Juwelen, mehr als 10.000 Saris und 750 Paar Schuhe. Jayalalithaa versuchte anschließend durch politische Intrigen und Erpressungen die gegen sie laufenden Gerichtsverfahren zu Fall zu bringen. Als das misslang, erklärte sie den Rückzug ihrer Partei, der AIADMK aus der Koalitionsregierung unter Premierminister Vajpayee. Das war der unmittelbare Auslöser für die Neuwahlen im Jahr 1999.
Nach einem Gerichtsverfahren, das sich über insgesamt 18 Jahre hinzog, wurde J. Jayalalithaa am 27. September 2014 durch ein Sondergericht in Bangalore der Veruntreuung von 666,5 Millionen Rupien (knapp 8 Millionen Euro) für schuldig befunden und verlor damit auch ihr Amt als Chief Minister. Ihr Nachfolger wurde zum wiederholten Mal O. Panneerselvam. Unmittelbar nach der Urteilsverkündung kam es in Chennai zu Konfrontationen zwischen ihren Anhängern aus der AIADMK und Anhängern der rivalisierenden Dravida Munnetra Kazhagam (DMK). Nach dem Urteil sollten J. Jayalalithaa und 3 Mitangeklagte (Sasikala, Ilavarasi und Sudhakaran) jeweils 4 Jahre Gefängnisstrafe verbüßen. J. Jayalalithaa wurde eine Geldstrafe von umgerechnet 12,6 Millionen Euro auferlegt, die anderen drei Mitverurteilten sollten jeweils 1,26 Millionen Euro bezahlen. Am 18. Oktober 2014 wurde sie gegen Kaution aus der Haft entlassen.
Am 11. Mai 2015 wurde Jayalalithaa zusammen mit drei anderen Angeklagten im Revisionsverfahren durch den Karnataka High Court in Bangalore vom Vorwurf der unrechtmäßigen Bereicherung freigesprochen.
Die Anklage ging anschließend vor dem Supreme Court in Berufung. Am 14. Februar 2017 verkündete der Supreme Court sein Urteil in letzter Instanz. Der Freispruch durch den Karnataka High Court wurde aufgehoben. Jayalalithaa wurde posthum zusammen mit den drei Mitangeklagten schuldig gesprochen, eine „kriminelle Verschwörung“ gebildet zu haben, um die während ihrer Amtszeit als Chief Ministerin illegal erworbenen Reichtümer in einem Geflecht von Tarnorganisationen und Scheinfirmen zu verschleiern und zu verstecken. Das Oberste Gericht stellte in seiner Urteilsbegründung fest, dass Jayalalithaa 1991 über ein Vermögen von 2,01 crore Rupien (ungefähr 240.000 €) verfügt habe, während es am Ende ihrer Amtszeit im Jahr 1996 66,44 crore Rupien (knapp 8 Millionen €) gewesen seien. Dies sei zum großen Teil betrügerisch erworbener Reichtum gewesen.

## Filmografie
- 1961: Epistle
- 1961: Shrishaila Mahatme
- 1963: Manchi Roju Lostai
- 1964: Chinnada Gombe
- 1964: Mane Aliya
- 1964: Amarashilpi Jakanachari
- 1965: Vennira Adai
- 1965: Nanna Kartavya
- 1965: Ayirathil Oruvan
- 1965: Nee
- 1965: Manasulu Mamathalu
- 1965: Kannithai
- 1965: Mavana Magalu
- 1966: Motor Sundaram Pillai
- 1966: Muharassi
- 1966: Yar Nee
- 1966: Kumari Penn
- 1966: Chandrodyam
- 1966: Thanipiravi
- 1966: Major Chandrakant
- 1966: Gauri Kalyanam
- 1966: Mani Makudam
- 1966: Badukuva Daari
- 1966: Goodachari 116
- 1966: Ame Evaru
- 1966: Astiparulu
- 1966: Navarathri
- 1966: Kanni Pilla
- 1967: Thaikku Thalaimagan
- 1967: Kandan Karunai
- 1967: Arasa Kattali
- 1967: Madi Veetu Mappillai
- 1967: Raja Veetu Pillai
- 1967: Kavalkaran
- 1967: Naan
- 1967: Gopaludu Bhoopaludu
- 1967: Chikkadu Dorakudu
- 1968: Rahasiya Police 115
- 1968: Andru Kanda Mukham
- 1968: There Thiruvizha
- 1968: Kudiruntha Koil
- 1968: Galatta Kalyanam
- 1968: Panakara Pillai
- 1968: Kannan En Kathalan
- 1968: Moonrezuthu
- 1968: Bommalattam
- 1968: Pudhiya Bhoomi
- 1968: Kanavan
- 1968: Muthu Chippi
- 1968: Enga Ooru Raja
- 1968: Kadhal Vaghanam
- 1968: Oli Vilakku
- 1968: Sukha Dukhalu
- 1968: Niluvu Dopidi
- 1968: Brahmachari
- 1968: Tikka Shankaraiah
- 1968: Baghdad Gajadonga
- 1968: Izzat
- 1968: Attagaru Kottakodalu
- 1969: Adimai Penn
- 1969: Gurudakshinai
- 1969: Daivamagan
- 1969: Nam Naadu
- 1969: Shri Rama Katha
- 1969: Adrushtavanthalu
- 1969: Katha Nayakudu
- 1969: Gandikota Rahasyam
- 1969: Adarsha Kutumbam
- 1969: Kadaladu Vadaladu
- 1969: Mattukkara Velan
- 1970: Enga Mama
- 1970: En Annan
- 1970: Engal Thangam
- 1970: Engiruthu Vandhal
- 1970: Thedi Vantha Mappillai
- 1970: Anadhai Anandan
- 1970: Pathukappu
- 1970: Akkachellelu
- 1970: Ali Baba 40 Dongalu
- 1970: Shri Krishna Vijayam
- 1970: Dharmadatha
- 1971: Kumari Kottam
- 1971: Sumathi En Sundari
- 1971: Savale Samali
- 1971: Thanga Gopuram
- 1971: Annai Velanganni
- 1971: Adi Parasakthi
- 1971: Neerum Neruppum
- 1971: Oru Thai Makkal
- 1971: Bharya Biddalu
- 1971: Shri Krishna Satya
- 1972: Raja
- 1972: Thikkutheriyatha Kattil
- 1972: Raman Thediya Seethai
- 1972: Pattikada Pattanama
- 1972: Dharmam Enge
- 1972: Annamitta Kai
- 1972: Shakti Leela
- 1972: Neethi
- 1972: Akka Tammudu
- 1972: Devudamma
- 1973: Ganga Gauri
- 1973: Vandhale Magarasi
- 1973: Suryakanthi
- 1973: Pattikatu Ponnaiah
- 1973: Baghdad Perazhagi
- 1973: Devudu Chesina Manushulu
- 1973: Dr. Babu
- 1973: Jesus
- 1974: Thirumangalyam
- 1974: Thayi
- 1974: Vairam
- 1974: Anbu Thangai
- 1974: Anbai Thedi
- 1974: Premalu Pellilu
- 1975: Avalukku Ayiram Kangal
- 1975: Avanthan Manithan
- 1975: Pattam Bharathamum
- 1975: Yarukkum Vetkamillai
- 1976: Chitra Pournami
- 1976: Kanavan Manaivi
- 1977: Shri Krishna Leela
- 1977: Unnai Chutrumugalam
- 1980: Nadhiyai Thedi Vandha Kadal
- 1992: Neenga Nalla Erukkanu

## Auszeichnungen
- 2013: Ernennung zum Ehrenmitglied des Weltschachbundes FIDE[38]